# Zakaria Aboub
Zakaria Aboub (Casablanca, 3 giugno 1980) è un ex calciatore marocchino, di ruolo centrocampista.

## Carriera

### Club
Ha giocato nel campionato marocchino, emiratino, francese e bahreinita.

### Nazionale
Con la Nazionale marocchina ha partecipato alle Olimpiadi del 2000.